# Hörup
Hörup (tiếng Đan Mạch: Hørup) là một đô thị thuộc huyện Schleswig-Flensburg, trong bang Schleswig-Holstein, nước Đức. Đô thị Hörup có diện tích 18,15 km², dân số thời điểm 31 tháng 12 năm 2006 là 643 người.